# Programmerarens dag

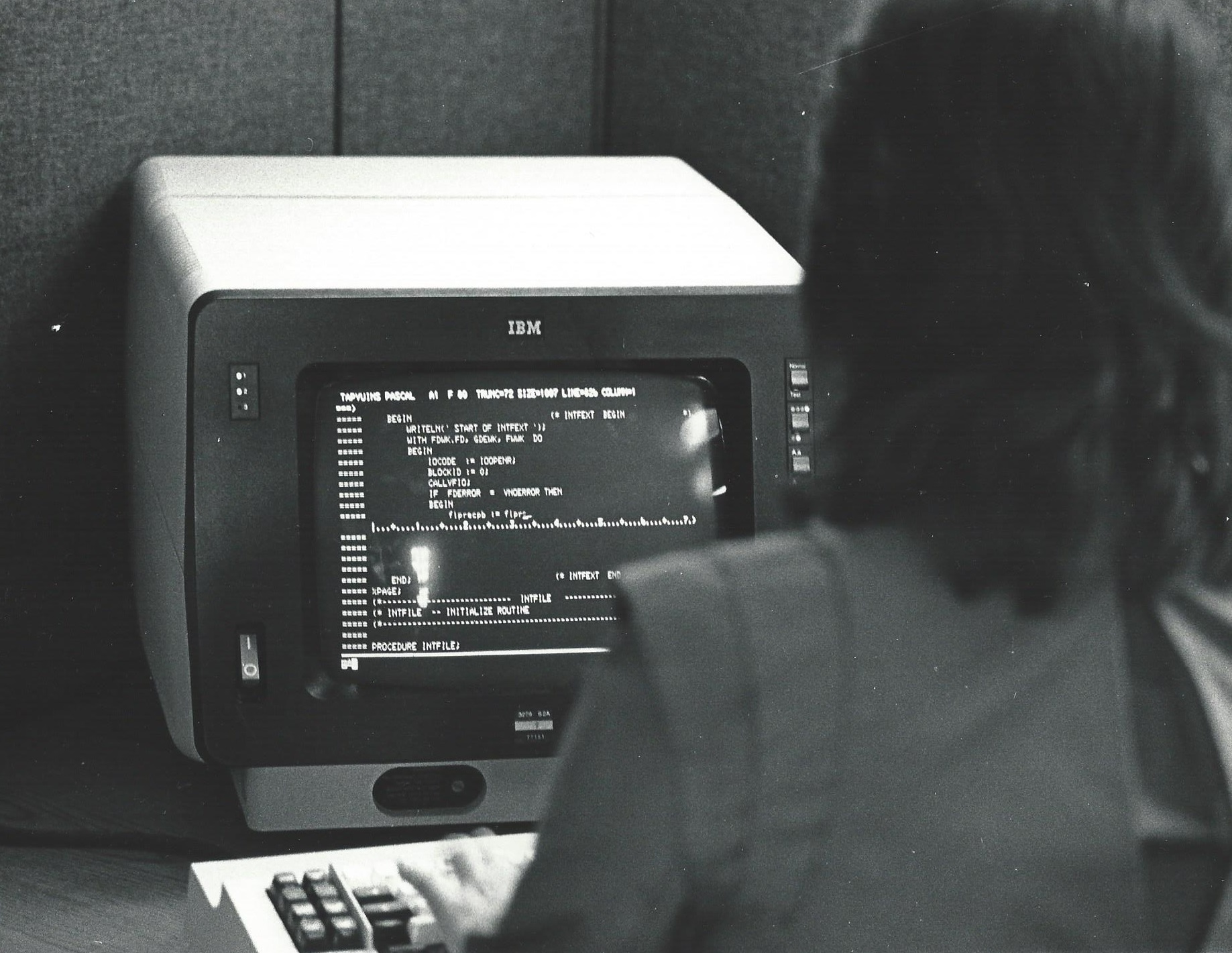
Helgdagen firas för att hylla alla programmerare.

Programmerarens dag är en internationell yrkesdag som firas den 256:e (hexadecimalt den 100:e eller den 28:e) dagen varje år (13 september på normalår och den 12 september på skottår). Den är officiellt erkänd i Argentina, Bangladesh, Chile, Brasilien, Mexiko, Österrike, Tyskland, Kanada, Kina, Kroatien, Tjeckien, Frankrike, Indien, Belgien, Polen, Rumänien, Irland, Italien, Serbien, Slovenien, Ukraina, Förenta staterna och Ryssland.
Siffran 256 (28) valdes eftersom det är antalet distinkta värden som kan representeras med en åttabitars byte, ett värde som är välkänt hos programmerare. 256 är även den högsta tvåpotensen som är mindre än 365, antalet dagar i ett normalår.

## Officiellt erkännande
Denna särskilda dag föreslogs av Valentin Balt och Michael Cherviakov (alias htonus), som var anställda på mjukvaruföretaget Parallel Technologies. Så tidigt som 2002 försökte de samla in signaturer åt en namnlista till Rysslands regering för att erkänna dagen som den officiella programmerarens dag.
Den 24 juli 2009 utfärdade ryska kommunikations- och massmediadepartementet en skiss för en verkställande order om en ny yrkeshelgdag, programmerarens dag.
Den 11 september 2009 signerade Rysslands dåvarande president Dmitry Medvedev förordningen.

### Fotnoter
1. ↑  Decree #1034
2. ↑  ”Dmitry Medvedev issued an executive order establishing a new professional holiday, the Day of the Programmer.”. Dmitry Medvedev issued an executive order establishing a new professional holiday, the Day of the Programmer.. Kremlin.ru. 2009-09-12. Arkiverad från originalet den 2010-09-16. https://web.archive.org/web/20100916182426/http://archive.kremlin.ru/eng/text/news/2009/09/221572.shtml. Läst 12 september 2009.  ”Day of the Programmer will be celebrated on the 256th day of each year, that is on September 13 or 12 depending on whether the year is a leap year.” ”Arkiverade kopian”. Arkiverad från originalet den 14 mars 2016. https://web.archive.org/web/20160314152701/http://archive.kremlin.ru/eng/text/news/2009/09/221572.shtml. Läst 17 mars 2018.
3. ↑  «Праздник 256-го дня»
4. ↑  «У программистов может появиться свой официальный праздник» Arkiverad 28 september 2009 hämtat från the Wayback Machine.
5. ↑  ”Ъ-Новости - Российские программисты получат профессиональный праздник”. Kommersant.ru. Arkiverad från originalet den 2012-06-30. https://archive.is/20120630150922/http://www.kommersant.ru/News/1210696. Läst 13 september 2011.
6. ↑  ”Президент России подписал указ об утверждении Дня программиста”. Arkiverad från originalet den 11 juli 2012. https://archive.is/20120711020648/http://minsvyaz.ru/ru/news/index.php?id_4=40366. Läst 11 juli 2012.